# Playa de los Cárabos
Playa de los Cárabos är en strand i Spanien. Den ligger i den spanske exklaven Melilla i Nordafrika.